# Daniel Freitas
Daniel Costa de Freitas (Criciúma, 3 de abril de 1982) é um empresário e político brasileiro filiado ao Partido Liberal (PL).
Elegeu-se vereador por Criciúma em 2012 e em 2016 pelo então Partido Progressista (PP). No dia 7 de outubro de 2018 foi eleito deputado federal de Santa Catarina na 56ª legislatura, pelo Partido Social Liberal (PSL).

## Biografia
Nascido em Criciúma, Freitas é filho de Ronaldo Accioli de Freitas e de Maria Ester Costa de Freitas. Também é bisneto de Diomício Freitas, que foi empresário e Deputado Federal de Santa Catarina.
É casado com Karina Meller de Freitas, com quem teve 2 filhos: Henrique Freitas e Rafael.
Formou-se Administração de Empresas, atuando como estagiário no setor privado, além de trabalhar em grupos de comunicação de Santa Catarina e a dedicar-se em suas empresas de entretenimento.

## Carreira
Em 2012, concorreu nas eleições a vereador de Criciúma pelo Partido Progressistas (PP), conseguindo se eleger para o mandato de 2013 a 2016, conseguindo a reeleição em 2016, ficando no cargo de 2017 a 2018. Em 2014 foi Diretor Presidente da Fundação Criciumense de Cultura, e em 2015 foi novamente Diretor Presidente, mas desta vez da Fundação Municipal de Esportes.
No dia 7 de outubro de 2018 foi eleito deputado federal de Santa Catarina na 56ª legislatura, pelo Partido Social Liberal (PSL) com 142.569 votos, se tornando o 2° mais votado do estado.
Foi reeleito para um segundo mandato na Câmara Federal em 2022 com 108.001 votos (2,72%), sendo o 8º mais votado de Santa Catarina no pleito.

## Atuação parlamentar
Em seu primeiro ano como deputado federal, Daniel Freitas integrou como titular a Comissão Especial da Reforma da Previdência. Tornou-se coordenador da Frente Parlamentar Mista em Apoio ao Carvão Mineral. Foi eleito presidente da Frente Parlamentar Mista do Programa Espacial Brasileiro. Foi coordenador do Fórum Parlamentar Catarinense no período de 31 de março de 2020 à 31 de março de 2021. Se tornou coordenador Frente Parlamentar Mista pela Adoção e Convivência Familiar. Se tornou também titular da Frente Parlamentar Mista do Agronegócio e Agricultura Familiar - FAAF. Foi também indicado por Arthur Lira para ser o relator da PEC Emergencial na Câmara dos Deputados.
Defendeu o uso dos recursos dos fundões para o combate ao coronavírus. Freitas também participou de todas as votações nominais na Câmara dos Deputados.

## Mal-entendido
Em 2020, numa reunião familiar, Daniel e seu sogro tiveram desentendimentos de posições políticas e acabaram numa discussão e entraram em agressões e que chegou a ser feito um boletim sobre o caso como violência doméstica. Na investigação, a delegada e o Ministério Público descaracterizaram violência doméstica, pois se tratou de um mal-entendido e, portanto, o inquérito foi concluído.

## Desempenho em Eleições
| Ano  | Eleição                    | Partido | Cargo            | Votos   | %     | Resultado | Ref   |
| ---- | -------------------------- | ------- | ---------------- | ------- | ----- | --------- | ----- |
| 2012 | Municipal de Criciúma/SC   | PP      | Vereador         | 2.125   | 1,97% | Eleito    | [ 3 ] |
| 2016 | Municipal de Criciúma/SC   | PP      | Vereador         | 3.423   | 3,15% | Eleito    | [ 3 ] |
| 2018 | Estadual de Santa Catarina | PSL     | Deputado Federal | 142.571 | 4,02% | Eleito    | [ 8 ] |
| 2022 | Estadual de Santa Catarina | PL      | Deputado Federal | 108.001 | 2,72% | Eleito    | [ 9 ] |